# Чексіл (Чернігів)
ФК Чексил Чернігів — аматорський український футбольний клуб, заснований 1983 року як команда місцевої швейної фабрики «Чексил», розформований 1997 року. Також у команду грали такі гравці, як Олександр Грицай, Ігор Бобович та Олег Грицай з Чернігова.

## Історія

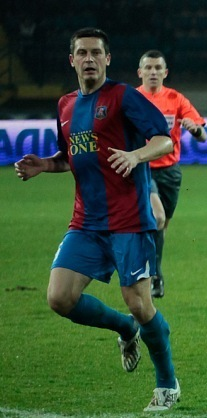
Олександр Грицай розпочав свою кар'єру в «Чексилі» (Чернігів)

### «Текстильник»
Заснований 1983 року під назвою «Текстильник» (Чернігів), а в 1984 році виграв Кубок Чернігівської області. У 1989 році виступав Геннадій Горшков, який також грав за чернігівську «Десну» й протистояв найсильнішому аматорському клубу області «Хімік» (Чернігів).

### Зміна назви на «Чексил»
У 1992 році команда змінила назву з «Текстильщика» (Чернігів) на «Чексил» (Чернігів), а в 1992 році знову виграла чемпіонат Чернігівської області. Влітку 1992 року клуб підписав контракт з Олегом Грицаєм, а в 1994 році на один сезон підписав Олександра Грицая, а в 1997 році «Чексил» виграв третій чемпіонат Чернігівської області. Команда виступала в аматорському чемпіонаті України: в сезоні 1992/93 років у групі 5 команда посіла 8-ме місце в, у сезоні 1994/95 років у групі 3 посіла 4-те і 8-ме місця, у сезоні 1994/95 років у групі 3 посіла 8-ме місце. У 1999 році — останній сезон, який команда грала перед розформуванням.

## Стадіон
Команда грала на стадіоні «Текстильник», який знаходиться по вулиці Ушинського, в Новозаводському районі, поблизу заводу «Чексил», за 2–3 км від залізниці Чернігів-Овруч та пам'ятника воїнам-визволителям на площі Перемоги. Стадіон також використовував жіночий футбольний клуб «Легенда-ШВСМ» (Чернігів).

## Досягнення
- Чемпіонат Чернігівської області
  -  Чемпіон (3): 1983, 1992, 1997

- Кубок Чернігівської області
  -  Володар (1): 1984

## Відомі гравці
- Олександр Грицай[12]
- Олег Грицай
- Вадим Постовой[13]
- Геннадій Горшков[14]
- Ігор Бобович[15]
- Валентин Буглак[16]
- Володимир Жилін[17]
- Віктор Лазаренко[18]
- Андрій Білоусов[19]
- Сергій Зелінський[20]
- Олег Іващенко[21]
- Олександр Кормич[22]
- Сергій Мельниченко[23]
- Петро Команда[24]
- Андрій Кривенок[25]
- Володимир Дробот[26]
- Олександр Стельмах[27]
- Вадим Данилевський[28]
- Володимир Мацута[29]
- Олександр Лепехо[30]
- Олександр Селіванов[31]
- Валерій Жоголко[32]